# Der Mann ohne Kopf (1916)
Der Mann ohne Kopf ist ein deutscher Grusel- und Kriminal-Stummfilm aus dem Jahre 1916 mit Max Landa in der Hauptrolle.

## Handlung
Der Kriminalist Dr. Nemo erhält vom Gutsbesitzer Jan von Richter ein Schreiben, in dem dieser ihn um seine Mithilfe bittet. Vor vier Jahren war Richters älterer Bruder, der einstige Besitzer des herrschaftlichen Anwesens im Moor, unter mysteriösen Umständen ums Leben gekommen. Von einem Mord wurde ausgegangen, der Täter jedoch nie gefasst. Vor ein paar Tagen, so berichtet von Richter, sei kurz nach Mitternacht ein Gespenst ohne Kopf im unzugänglichen Moor gesichtet worden, das genau die Gestalt des Toten gehabt habe. Bei dieser unheimlichen Begegnung sei das Gespenst einen Moment stehen geblieben, habe drohend die Hand in Richtung Gutsschloss gestreckt, und sei dann wieder verschwunden. Dieser Vorgang, so schreibt von Richter, wiederhole sich seitdem jede Nacht.
Dr. Nemo findet diesen Fall hochinteressant und begibt sich daraufhin augenblicklich zum Moor. Gemeinsam mit Richter und dessen Gutsinspektor Glöver legt er sich zur betreffenden Uhrzeit auf die Lauer. Tatsächlich erscheint der kopflose Geist. Nemo hält es für keine gute Idee, dem weißen Linnen inmitten der Nacht durch das unbekannte und angeblich unbegehbare Moor zu folgen und entscheidet sich dafür, erst am nächsten Tag aktiv zu werden. Mit dem Zeppelin seines Freundes Huller umkreist er schließlich den betreffenden Moorabschnitt, um zu erkunden, ob es nicht doch einen geheimen Weg darin gebe. Tatsächlich entdeckt man Steine, die einen kleinen Pfad markieren, und Dr. Nemo lässt sich vom Luftschiff genau dort abseilen. Er erkennt, dass die Steine mit einer phosphorhaltigen Substanz, die in der Nacht leuchten, markiert wurden. Nemo geht daraufhin zur ortsansässigen Drogerie und fragt, ob jemand in letzter Zeit größere Mengen Phosphor gekauft habe. Der Drogerist verneint, durch sein Mienenspiel erkennt der Detektiv jedoch, dass der Mann lügt. Nemo stellt ihm eine Falle und ruft den Drogeristen später an. Er bestellt die übliche Menge Phosphor, anzuliefern an die bekannte Wohnungsadresse. Dann folgt er der Lieferung und erfährt dadurch, wo das „Gespenst“ wohnt.
Kriminalist Nemo staunt nicht schlecht, denn der Empfänger kommt aus demselben Gewerbe wie er und ist ein Privatdetektiv mit Namen Platt. Jener Herr war einst auch in die Untersuchungen um den Mord an von Richters Bruder involviert. Wider Erwarten erhält Nemo kurz darauf einen Brief des „Gespenstes“, das darin erklärt, seine nächtlichen Spukaktivitäten einstellen zu wollen. Nemo glaubt nicht, dass der Fall damit bereits geklärt sei und täuscht einen Unfall vor, der ihn zur Abreise nötige. Den Gutsbesitzer von Richter bittet er, Augen und Ohren offenzuhalten und darauf zu achten, ob der Geist wirklich entfleuchen werde. Richter und Glöver legen sich auf die Lauer und beobachten einen höchst seltsamen Vorgang. Erst taucht das Gespenst auf, dann auch noch ein zweites, das das erste verfolgt und schließlich fasst. Gemeinsam begeben sich die beiden Geister auf festen Untergrund hinter dem Moor. Tatsächlich wird Detektiv Platt als das eigentliche Gespenst entlarvt, während Nemo unter dem zweiten Betttuch auftaucht. Auf diese Weise wollte er den nächtlichen Kinderschreck in Weiß einfangen.
Platt erzählt, dass er den Spuk unternommen habe, um auf diese Weise den Mörder von Richters Bruder, den er noch immer in der Gegend vermute, zu verunsichern und zu verängstigen. Denn nach vier Jahren Mördersuche sei er auf konventionellem Wege nicht einen Schritt weitergekommen. Tatsächlich hatte Platt sein nächtliches Umtreiben recht clever gestaltet: War die Außenseite seines Umhangs schneeweiß, so konnte er diesen blitzschnell wenden. Die schwarze Innenseite, nunmehr nach außen gewendet, ließ das Gespenst von einer Sekunde auf die andere in tiefdunkler Nacht vor den Augen des Beobachters verschwinden. Plötzlich wird das Verschwinden des Gutsdieners Christian gemeldet. Er habe eine Nachricht hinterlassen, dass sein alter, toter Herr ihn rufe. Dieser habe ihn immer geschlagen, und er habe damals zurückgeschlagen. Nun wolle er seinem Herrn in den Sumpf folgen. Mit Fackeln bewaffnet, gehen alle Anwesenden in den Sumpf, doch sie finden keine Spur von dem Verschollenen.
Am nächsten Morgen bringt Detektiv Platt eine Mütze des Dieners, die der Gutsinspektor am Rand des Sumpfes gefunden haben will. Nemo fällt sofort auf, dass die Kopfbedeckung dafür, dass sie an einem Feuchtgebiet aufgesammelt wurde und es in der vergangenen Nacht geregnet hat, erstaunlich trocken ist. Auch stimmt die Schrift auf dem Brief nicht mit der des Dieners überein. Nemo kombiniert, dass Christian weder tot noch der Täter sei, und dass der wahre Mörder den Hausdiener lediglich als Sündenbock missbraucht. Bei einem Gespräch mit Platt hört Nemo ein Geräusch an der Tür und eilt zur selben. Dahinter steht das Hausmädchen Marie, das gelauscht hatte. Sie läuft vor Nemo davon, er ihr nach. In ihrem Zimmer angekommen, findet er dort auch Christian, der sich in einem Kasten versteckt hielt. Schließlich gesteht Marie, dass sie weiß, wer der Mörder sei. Sie sei mit Gutsinspektor Glöver verlobt. Dieser habe den Gutsvorbesitzer in einem Anfall von Eifersucht erschlagen, als sich der nunmehr tote von Richter Marie in aufdringlicher Weise genähert habe. Mit diesem Wissen geht Dr. Nemo zu Jan von Richter, an dessen Seite sich Glöver befindet. Nemo erklärt von Richter, dass der Fall jetzt geklärt sei und dass der Mörder neben ihm stehe. Glöver, der ahnt, dass nur Marie ihn verraten haben kann, will sich auf sie stürzen. Doch Nemo geht dazwischen und lässt den Übeltäter abführen.

## Produktionsnotizen
Der Mann ohne Kopf entstand im Oliver-Film-Atelier in Berlins Lindenstraße 32–34. Der Vierakter mit einer Länge von 1228 Metern passierte im Oktober 1916 die Filmzensur, erhielt Jugendverbot und wurde wohl noch im selben Jahr uraufgeführt.
Die National-Flugzeugwerke in Berlin-Johannisthal stellten für die Dreharbeiten zwei Flugzeuge zur Verfügung, mit denen die Kunstfliegerin Helene Ballot die Luftaufnahmen ermöglichte.

## Kritiken
„Ein interessantes Kriminaldrama, gut durchgeführt und dargestellt.“

Paimann’s Filmlisten resümierte: „Stoff interessant, Fotos und Spiel … sehr gut.“